# Дом Назария Сухоты
Дом Назария Сухоты — памятник архитектуры XIX века в Киеве.
Адрес: Украина, Киев, Контрактовая площадь, 12.

## История
Сооружён в 1804 году для киевского предпринимателя и торговца Назария Сухоты, который приобрёл тут магазин и австерию (ресторан), а при усадьбе — конную почту. В 1838 году сюда были переведены службы Магистрата и Городской думы (тогда на здании появился городской герб).
В 1878 году, после переезда Городской думы в новое помещение на Крещатике, у здания был достроен третий этаж и сюда перевели 3-ю гимназию. С 1920 года в этих помещениях находилась трудовая школа № 20, которая со временем стала средней школой. В 1981 году средняя школа № 20 переехала в новое помещение на Оболони, а тут разместился Дворец пионеров Подольского района г. Киева — ныне Дом детского творчества Подольского района.